# Aponotoreas dissimilis
Aponotoreas dissimilis là một loài bướm đêm trong họ Geometridae.